# Hal Singer
Pour les articles homonymes, voir Singer.
Harold Joseph Singer  est un saxophoniste ténor et chef d’orchestre de jazz franco-américain, né le 8 octobre 1919 à Tulsa, Oklahoma, et mort le 18 août 2020 à Chatou dans les Yvelines.

## Biographie
À quatre ans il apprend le violon puis au collège il se met au saxophone ténor et à la clarinette. En 1938-1940 il joue avec Terrence Holder puis avec Geechie Smith. Il devient professionnel et se produit tour à tour avec les orchestres d'Ernie Fields (1940), Lloyd Hunter (1941), Nat Towles (1942), Jay McShann (1943).
Il s'installe à New York et joue avec Willie "The Lion" Smith. En 1944 Roy Eldridge l'engage dans son orchestre. Il joue ensuite avec Don Byas (1945), Henry Allen (1946), Sidney Catlett, Hot Lips Page, Lucky Millinder (1947), Duke Ellington (1948). Il obtient en 1949 un succès populaire avec son disque Cornbread puis crée un orchestre qui accompagne pendant une dizaine d'années Ray Charles, Big Joe Turner, Dinah Washington. En 1958 travaille avec Charlie Shavers à New York et suit des cours à la Juilliard School.
En 1965, après une tournée en Europe avec le groupe de Earl "Fatha" Hines, Hal Singer est resté vivre en France près de Paris. Il a continué à enregistrer et a également fait de nombreuses tournées à travers l'Europe et l'Afrique, jouant avec divers groupes dont ceux de Charlie Watts et l'orchestre de Duke Ellington. Son album de 1969, Paris Soul Food, avec Singer au saxophone et à la voix, Robin Hemingway, pour la voix, les arrangements et la production et Manu Dibango, saxophone, orgue et arrangements a remporté le prix de l’académie du disque pour le meilleur LP international en 1969.
En 1974, il visite l’Afrique avec le Département d’État et Horace Parlan.
Singer apparaît sur le Rocket 88 de 1981 enregistré en direct avec le boogie-woogie Rocket band britannique. En outre, à l'été 1981 Singer s’est rendu à Londres, où il a enregistré deux albums pour le label de John Stedman, JSP. Le premier: Swing on it (JSP 1028), a été enregistré avec des musiciens britanniques, dont Jim Mullen, Peter King, Mike Carr et Harold Smith, et le second avec le même groupe mais avec de surcroît Jimmy Witherspoon en vedette (" Big Blues ", JSP 1032).
En 1986, il obtient la nationalité française,.
Singer partage les crédits avec Al Copley, sur l’ enregistrement Royal Blue de 1989 avec le label Black Top en 1990,,.
Il est également apparu comme acteur dans le film Taxi Blues primé en 1990.
En 1990, le réalisateur américano-haïtien Guetty Felin signe le film documentaire, Hal Singer-Keep the Music Going en collaboration avec le CNC France (Centre National de la Cinématographie) et le réseau de musique de câble français Muzzik. Le documentaire est composé d’images personnelles de Singer tournées en super 8, d’images d'archives de l'époque du jazz, et de nouvelles images de Singer chez lui à Paris, en concert ou à l’école où il enseigne le jazz à la jeune génération. Ce documentaire est le seul film sur la carrière de Singer à ce jour.
En 2013, la ville de Chatou, où il réside, inaugure un conservatoire à son nom. 
Hal Singer meurt à Chatou le 18 août 2020 à l’âge de 100 ans. Il est inhumé quatre jours plus tard dans le cimetière des Landes de cette commune.

## Distinction
- Chevalier des Arts et des Lettres en 1992.

## Discographie
- 1944 : Roy Eldridge 1943-1944 the chronological Classics 920
- 1948 : "Fine As Wine" & "Rock Around the Clock" (Mercury)
- 1948 : "Corn Bread" - leader
- 1949 : "Beef Stew" - leader
- 1959 : Blue Stompin' - Hal Singer - Charlie Shavers Quintet (Prestige)
- 1960 : Blues by Lonnie Johnson - Lonnie Johnson Quintet(Bluesville)
- 1963 : Blues in the Night - leader (Fidelio)
- 1968 : A funky day in Paris - Johnny Letman (Black and Blue)
- 1968 : Milt and Hal - Milt Buckner (Black and Blue)
- 1969 : Paris Soul Food - leader (Polydor)
- 1971 : "Blues and News" - leader avec Siegfried Kessler et Art Taylor (Futura Swing 01)
- 1975 : Soul of Africa - comme coleader avec Jef Gilson (Le Chant du Monde)
- 1977 : Le Grand Voyage / The Long Trip - leader (Pastoral)
- 1981 : Rocket 88 - Rocket 88
- 1981 : Swing on it - leader (JSP)
- 1990 : Royal Blue- comme coleader avec Al Copley - (Black Top)
- 2002 : Prints in the Sand
- 2005 : "Sarah Morrow and the American All-Stars in Paris" (O+ Music) avec Sarah Morrow et Rhoda Scott
- 2010 : "Challenge" leader avec le Black Saint Quartet de David Murray (Marge 47)[10]

## Source
- Philippe Carles, André Clergeat, Jean-louis Comolli Dictionnaire du jazz p. 940 éd.Robert Laffont/Bouquins 1988  (ISBN 2-221-04516-5)